# 賴斯凱 (扎波羅熱州)
47°52′14″N 35°37′19″E / 47.87056°N 35.62194°E

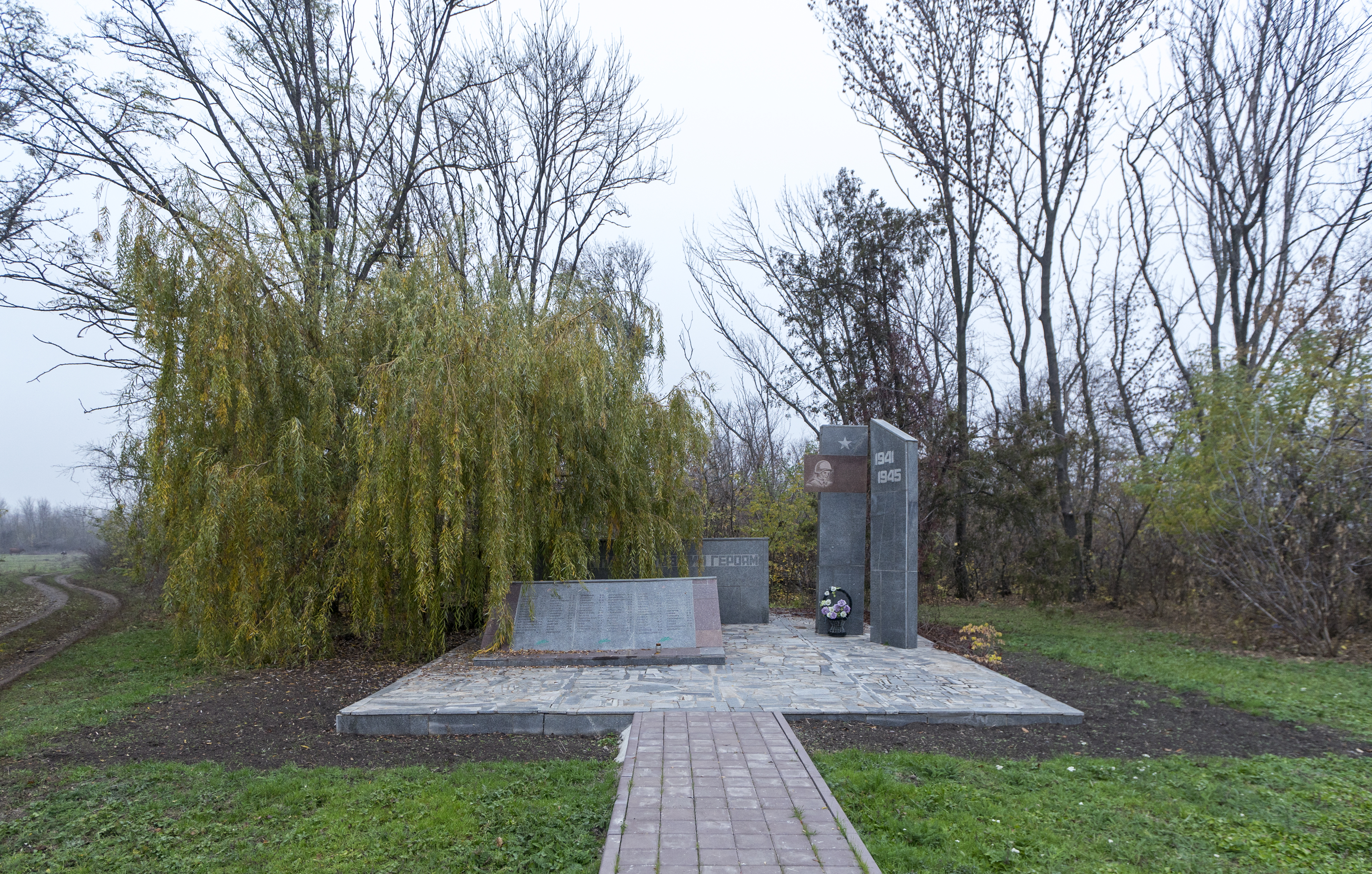
烈士墓

賴斯凱（烏克蘭語：Райське）是位於烏克蘭東南部的村莊，由扎波羅熱州扎波羅熱区的米哈伊洛-盧卡舍韋市鎮負責管轄。該村處於莫克拉莫斯科夫卡河畔，始建於1922年，面積1.39平方公里，2001年人口262。